# Pierre Arrighi
Pour les articles homonymes, voir Arrighi.
Pierre Arrighi, né le 2 mars 1921 et mort en déportation à Mauthausen le 5 août 1944, est un avocat et résistant français. 

## Biographie

### Jeunesse et études
Né le 2 mars 1921 à Paris dans une famille d'origine corse, Pierre Arrighi est le fils de Paul Arrighi, avocat au barreau de Paris et futur bâtonnier de l'ordre.
Étudiant en droit à Paris, il prépare le concours d'inspecteur des Finances à l'École libre des sciences politiques lors de la déclaration de guerre.

### Parcours professionnel
Il refuse la défaite de juin 1940 et cherche immédiatement le moyen de lutter contre l'occupant.
Il entre dans la Résistance dès l'hiver 1940-1941 dans la filiale de zone nord du Mouvement de libération nationale (MLN) dirigée par le capitaine Robert Guédon sous l'égide du patron Henri Frenay. 
Pierre Arrighi milite activement dans cette filiale - qui prend bientôt pour nom « Les Petites Ailes » où il s'occupe de la collecte de renseignements et de l'évasion de prisonniers de guerre.
En juin 1942, Robert Guédon le présente à Jacques Lecompte-Boinet, qui est chargé du bureau d'information du mouvement lequel vient de connaître, à la suite d'une trahison, une vague d'arrestations qui a abouti au démantèlement de l’État-major parisien des Petites Ailes. Pierre Arrighi suit alors Jacques Lecompte-Boinet qui ne parvient pas à rétablir la liaison avec la zone sud et Henri Frenay dans la création d'un nouveau mouvement, l'Organisation Nationale de la Résistance, lequel prendra le nom de « Ceux de la Résistance » (CDLR) début 1943.
Ayant parallèlement obtenu sa licence en droit, Pierre Arrighi est inscrit comme avocat au Barreau, activité qui sert de couverture à ses activités clandestines. Il est également élève à l'École libre des sciences politiques où il recrute de nouveaux membres parmi ses camarades comme François Delimal. Persuadé de l'importance de créer des groupes-francs, il voyage en province pour constituer des groupes dans un but militaire et de renseignements ; il fonde notamment une unité dans la Marne où, en contact avec le Bureau des opérations aériennes (BOA), il charge François Delimal d'organiser la réception d'armes par parachutages.
Au printemps 1943, CDLR devenant rapidement un des cinq grands mouvements de la Résistance en zone occupée et son patron Jacques Lecompte-Boinet appelé à s'absenter, il est désigné n°3 du mouvement, son père Paul - qu'il avait lui même recruté et qui travaillait déjà pour des réseaux britanniques - étant le n°2.
Pierre Arrighi est alors nommé responsable militaire du mouvement malgré son très jeune âge; il coordonne alors toute une équipe d'agents de liaison qui transmettent les directives vers la province.
Au départ de Jacques Lecompte-Boinet pour Londres en septembre 1943, c'est logiquement son père Paul qui prend la direction de CDLR mais ce dernier est arrêté le 30 octobre tandis qu'il assiste à une conférence à Genève sur les besoins militaires de la Résistance avec des responsables nationaux et des personnalités alliées.
De retour à Paris, Pierre Arrighi prend la tête de l'organisation avant d'être arrêté lui aussi par la Gestapo, deux semaines plus tard, le 19 novembre 1943, au café Le Triadou, dans le 8e arrondissement de Paris. Le mouvement est alors temporairement décapité.
Envoyé à Fresnes puis à Compiègne, il est déporté en Allemagne le 22 janvier 1944 au camp de Buchenwald, puis en Autriche, au camp de Mauthausen. Épuisé, il est envoyé au château d’Harteim près de Mauthausen où il est gazé le 5 août 1944 puis inhumé.

Pseudonymes dans la Résistance : Robert - Attalin - Asselin - Arnoux - Chevalier - Charpentier.

## Décorations
- Chevalier de la Légion d'honneur
- Compagnon de la Libération par décret du 20 novembre 1944[2]
- Croix de guerre 1939–1945
- Médaille de la Résistance française par décret du 25 février 1958[3]